# European Green Bond Standard
Der European Green Bond Standard – im Original „The European green bond standard“ – ist ein Vorhaben der EU, um den Rahmen für die Emission europäischer Green Bonds zu definieren, was durch die Verordnung (EU) 2023/2631 (EUGBS) erfolgte, die am 30. November 2023 veröffentlicht wurde. Die Abkürzung lautet EUGBS. Mit dem European Green Bond Standard will die EU einen klaren Goldstandard für grüne Anleihen setzen. Die Verordnung ist seit dem 21. Dezember 2024 anzuwenden, d. h. ab diesem Datum können Green Bonds gemäß EU Green Bond Standard emittiert werden.
Gemäß Erwägungsgrund 1 soll durch diese Verordnung vor allem der „Übergang zu einer klimaneutralen, nachhaltigen, energie- und ressourcenschonenden, kreislauforientierten und fairen Wirtschaft“ unterstützt werden. Der freiwillige Standard stützt sich auf die detaillierten Kriterien der EU-Taxonomie zur Festlegung grüner Wirtschaftstätigkeiten, gewährleistet ein Maß an Transparenz im Einklang mit den bewährten Marktpraktiken und legt die Aufsicht über Unternehmen fest, die Vor- und Nachprüfungen auf europäischer Ebene durchführen. Die ESMA wird diese externen Prüfer beaufsichtigen.